# Al Lowe
Al Lowe (né le 24 juillet 1946), est un créateur de jeux vidéo américain qui a développé de nombreux jeux d'aventure pour Sierra On-Line. Il est principalement connu pour la série Leisure Suit Larry,.